# Monte Don Pedro Christophersen
El monte Don Pedro Christophersen es una gran montaña maciza, cubierta en su mayor parte de hielo, con una altura de 3765 m, localizada en la Antártida. La misma corona la división entre la cabeza del glaciar Axel Heiberg y el glaciar Cooper, en las montañas Reina Maud. El monte fue descubierto en 1911 por el explorador Roald Amundsen, quien lo nombró en honor a uno de los principales simpatizantes y financistas de la expedición que vivía en Buenos Aires.